# Омский областной театр юных зрителей имени XX-летия Ленинского комсомола
Омский областной театр юных зрителей имени ХХ-летия Ленинского комсомола — театр Омска, более известный как Омский ТЮЗ, с обширным репертуаром, предназначенным для просмотра любой возрастной аудиторией: среди постановок есть спектакли как для самых маленьких зрителей («У лис длинные носы», «Волшебник Изумрудного города»), так и для взрослых («Плутни Скапена», «Сталкер», «1984» ). В разное время в театре работали великие мастера сцены, такие как Вацлав и Владислав Дворжецкие, Н. Охлопков, Н. Чонишвили, С. Рудзинский, В. Рубанов, Д. Астрахан, А. Горбатый, Ю. Фридман. Многие бывшие актёры театра сегодня успешно работают в Москве и Санкт-Петербурге, снимаются в кино и рекламе (Т. Черепанова, А. Устюгов, Д. Язов, К. Пономарёва, С. Фомочкин и др.). В труппе театра на начало 2017 года работает три заслуженных артиста России (главный балетмейстер В. Тзапташвилли, актёры В. Ростов и Л. Яковлева), народный артист России (А. Звонов), а также заслуженный работник культуры РФ (заведующий архивом И. Абрамов).

## История[1]

### Начало
Инициатива создания театра для детей исходила от самих школьников. В 1936 году на пионерском слёте было принято их письмо-обращение в городскую комсомольскую организацию с предложением о создании в Омске детского театра. Обращение поддержала культурная общественность города.
Приказом № 10 по Омскому областному управлению театрами художественным руководителем и режиссёром-постановщиком нового театра был назначен А. И. Волков. Труппа сформирована из свердловских актёров. Директором был назначен А. Путевой.
15 мая 1937 года состоялось открытие ТЮЗа в клубе им. Лобкова (Ленинский административный округ). Первый спектакль ТЮЗа носил символическое название «Продолжение следует…»
Практически с первых дней основания театра на протяжении двух лет в нём работал актёр и режиссёр Вацлав Дворжецкий, который сыграл в Омском ТЮЗе 16 ролей и поставил 13 спектаклей, среди которых такие признанные зрителями и критиками работы, как «Снежная королева», «Романтики» и «Сливовые косточки».
С 15 июня по 18 июня 1938 года в Театре юного зрителя проводится первый смотр творческой молодёжи. В труппе появляется самый молодой актёр — пятнадцатилетний А. Розенберг.
26 октября 1938 года решением горсовета Омскому театру юного зрителя присвоено имя 20-летия Ленинского Комсомола. Данное название официально закреплено за ТЮЗом согласно приказу № 148 Омского областного отдела по делам искусств от 17 ноября 1938 года.
Долгое время театр не имеет постоянного помещения, и лишь в 1939 году труппа переезжает по адресу ул. Партизанская, д. 2 (с 1990-х гг. здесь находится Дом учителя). Ремонт производился силами самих актёров и зрителей-энтузиастов. Не приспособленное для театральных представлений здание переоборудуется, монтируется сцена и зрительный зал. До начала Великой Отечественной войны в новом помещении ставится около десятка пьес.

### Военные годы
С первых дней войны труппа театра активно включается в агитационную деятельность. Уже 23 июня 1941 года группа молодых актёров выступает в военных частях, а позднее представления даются в больницах и госпиталях. Для выступлений создаётся литературно-музыкальная композиция «Дан приказ ему на запад» и ряд патриотических спектаклей.
Многие актёры ТЮЗа уходят на фронт добровольцами. Так, актёр и помощник режиссёра Л. Измоденов был командиром роты автоматчиков, погиб в битве за Сталинград. Актёр А. Розенберг вернулся с войны с двумя Орденами Славы, медалями за освобождение Вены и Праги. В боях с фашистами участвовали В. Янтиков, Г. Рыбин, А. Сурин и другие.
В конце 1941 года в Омск приезжает эвакуированный из Москвы Театр им. Е. Вахтангова. Крупнейший советский актёр и режиссёр Н. П. Охлопков вместе с Е. И. Зотовой ставит в Омском ТЮЗе два спектакля: «Осада мельницы» по пьесе Э. Золя и «Тимур и его команда» А. Гайдара.
С 1942 по 1943 гг. труппа театра, разделившись на два состава, посещает с гастролями отдалённые уголки Омской области (Ишим, Тару). Поскольку в здании театра располагается госпиталь, вынужденные гастроли продолжаются до декабря 1944 года.
В 1944 году на сцене Омского ТЮЗа дебютировала Капитолина Барковская, впоследствии — актриса Омского академического театра драмы, Заслуженная артистка РФ (в январе 1956 года она первой из актёров Омского ТЮЗа была удостоена этого звания).

### Становление
В послевоенные годы театр переживает ряд кадровых перестановок.
В 1945 году главным режиссёром становится Л. А. Беликов-Викторов, а художественным руководителем А. С. Тонин. В 1946 году Тонина сменяет И. П. Зеленин. В 1950 году главным режиссёром назначена В. А. Становская, затем С. А. Вальденберг, которого сменяет Д. С. Бархатов, а в начале 1960-х — А. С. Разинкин. Примечательно, что за этот период на сцене Омского ТЮЗа были поставлены почти все пьесы В. Розова.
В 1950-е гг. концертные бригады театра выезжают в районы области, организуя культурное шефство над омскими сёлами. ТЮЗу была вручена медаль «За освоение целинных земель» с формулировкой «За активное участие в освоении целины».
В 1954 году театр выезжает на свои первые гастроли. Спектакли омичей увидели сначала в Анжеро-Судженске, затем в Челябинске, Новосибирске, Днепропетровске. Позднее список гастрольных поездок пополняют Ялта, Евпатория, Феодосия.
В 1965 году главным режиссёром театра становится В. Д. Соколов, и начинается первый «золотой период» Омского ТЮЗа. Труппа пополняется талантливой молодёжью. Среди прочих актёров была Зинаида Костикова, проработавшая в театре 30 лет, впоследствии ставшая педагогом-режиссёром Омского Лицейского театра.
В марте 1967 года Омский ТЮЗ отправляется с гастролями в Москву, показав на сцене Кремлёвского театра 4 своих спектакля. Столичные зрители горячо принимают провинциалов. Спектакли В. Соколова положительно оценивает советская критика. За три его самых удачных постановки коллектив театра удостаивается премии Омского комсомола.

### В новом здании
В 1967 году заканчивается строительство нового здания. Авторы проекта нового театра — архитектор В. М. Белоусов, инженеры Ю. А. Кудрявцев, М. И. Солодков, соавторы — архитекторы М. В. Виноградова, Б. А. Левшин. Труппа театра переезжает по адресу пр. К. Маркса, 4в, где располагается и в XXI веке.
При театре создаётся театральная государственная студия под руководством В. Соколова. Выпускниками студии стали Владислав Дворжецкий, Анна Гордовская (проработала в ТЮЗе 50 лет, ушла из жизни 31 января 2015 года), Валентина Киселёва (актриса Омского театра «Галёрка») и др.
В 1970 году за достигнутые творческие успехи Омский ТЮЗ награждён Почётной грамотой Верховного Совета РСФСР. В этом же году спектакли «Не беспокойся, мама» режиссёра Н. Чонишвили и «Сказ о времени далёком и близком» режиссёра Г. Завьялова награждаются дипломами Всероссийского смотра, посвящённого 50-летию СССР. Актриса Т. Анохина становится лауреатом смотра. Артисты М. Молоствов, В. Устинович и Ю. Гребень (ныне народный артист России, актёр Омского театра «Галёрка») удостоены звания «Заслуженных артистов РСФСР».
1970 год знаменателен для театра постановкой спектакля по повести Б. Васильева «А зори здесь тихие», которая была первой в стране.
В 1973 году на Всероссийском смотре спектаклей, посвящённом 150-летию А. Н. Островского, постановка «Женитьба Бальзаминова» отмечена дипломом I степени.
В 1974 году главным режиссёром театра становится Г. Кириллов. В труппу приходят новые актёры: Людмила и Екатерина Вельяминовы (первая жена и дочь П. Вельяминова)), Владимир Остапов (ныне актёр «Пятого театра»), Владимир Витько (впоследствии основатель и бессменный художественный руководитель театра «Галёрка»), Валерий Ростов (по информации на июль 2023 года всё ещё работает в Омском ТЮЗе), Александра Корнева.
Постановка пьесы-хроники В. Катаева «Время, вперёд!» стала настоящим событием в жизни театра. Спектакль был высоко оценен зрителями и критиками. Эта работа была отмечена премией Министерства культуры РСФСР.
Патетическая трагедия «В списках не значился» Б. Васильева была удостоена диплома I степени Всероссийского фестиваля, посвящённого 30-летию Победы.
Впервые в истории театра ставится спектакль только для родителей и играется не на сцене, а в школах города. Постановка «Здравствуйте, наши папы!» посвящена вопросам воспитания и вечной теме «отцов и детей».

### Начало 1980-х
1980-е годы знаменуются многочисленными творческими экспериментами. В 1980 году впервые в стране на сцене Омского ТЮЗа ставится спектакль по пьесе Л. Корсунского «Самозванец». Главным режиссёром театра становится М. Кольцов. За время его работы в ТЮЗе меняется несколько директоров (А. Маталасов, Ю. Козловский, А. Царенко).
В эти годы впервые в СССР на омской сцене ставятся такие спектакли, как «Первый» А. Жирова, «Анчутка» Б. Метальникова, дилогия А. Володина «Ящерицы» и «Две стрелы» (позднее был снят фильм), «Маленькая бабушка» В. Ольшанского, «Где живёт домовой?» омского писателя В. Мурзакова.
Режиссёр С. Рудзинский, основатель известного омского «Пятого театра», впервые осуществлял свои постановки на сцене Омского ТЮЗа. Впервые в стране им поставлены спектакли «Иван» («Овсяное блюдо для подростков») по пьесе О. Пыжовой и Г. Никитина и «Верлиока» В. Каверина.
В труппе театра появляются новые актёры: Т. Казакова, С. Оленберг, Л. Ковальчук, А. Пичугин (ныне актёры «Пятого театра»), В. Крутов (работает в ТЮЗе до сих пор), Ю. Зырянов (ныне актёр театра в Германии), Л. Лавринович, Т. Мельня.
В 1984 году Омский ТЮЗ вновь удостаивается премии Ленинского комсомола.

### Театр с В. Рубановым
В 1986 году главным режиссёром театра становится В. Рубанов (ныне главный режиссёр Екатеринбургского государственного академического театра драмы), а директором В. Соколова (руководит Омским ТЮЗом до сих пор). Вместе с молодым режиссёром в театр из Екатеринбурга приезжают актёры А. Гончарук (ныне актёр Омского театра драмы, руководитель собственного театра), Л. Яковлева, М. Журило, (работают в ТЮЗе до сих пор), А. Захаренко и др. Первой постановкой Рубанова в театре стал спектакль «Пролетарская мельница счастья» В. Мережко.
В этом же году впервые в стране на сцене Омского ТЮЗа режиссёр А. Уткин ставит спектакль «Анкета для родителей» по пьесе М. Арбатовой.
В 1988 году В. Рубанов осуществляет новаторскую постановку «Театр в фойе». Спектакль-притчу по комедии У. Шекспира «Укрощение строптивой» актёры играли в верхнем и нижнем фойе театра.
В 1990 году ТЮЗ принимает участие в I Фестивале детских театров Урала, Сибири и Дальнего Востока в Свердловске. В этом же году В. Рубанов осуществляет постановку спектакля «В Багдаде всё спокойно» по пьесе актёра А. Сидорова. Спектакль на долгие годы становится визитной карточкой театра.
Режиссёр Н. Жакилбаев осуществляет первую русско-казахскую постановку в ТЮЗе, спектакль по пьесе Е. Прасолова «Сказка о золотом троне, голубом цветке и старой домбре».
В 1991 году труппа театра выезжает в Оренбург на Всероссийский фестиваль детских театров со спектаклем по сказке П. Ершова «Конёк-Горбунок».
В марте 1992 года впервые в Омском ТЮЗе проходит Всероссийская лаборатория драматургов и режиссёров театров, организованная Министерством культуры России и Российским Союзом театральных деятелей. В работе лаборатории приняли участие драматурги из Екатеринбурга, Москвы, Ярославля, Новосибирска, Риги.
В сентябре 1992 года театр участвует во II Фестивале детских театров Урала, Сибири и Дальнего Востока.
В октябре 1992 года впервые в истории театра на его сцене выступают зарубежные гости. ТЮЗ принимает Голландский театр пластической драмы «Роза Сонневанк» со спектаклем «Сердце», который впоследствии повторяет со своими актёрами В. Рубанов.
В декабре 1992 года в театре проходит Международная лаборатория по маркетингу и менеджменту, в работе которой принимают участие директора театров из Голландии, Канады и России.
В мае 1993 года Омский ТЮЗ впервые в своей истории выезжает на зарубежные гастроли. Музыкальный спектакль «Конёк-Горбунок» (композитор С. Долгушин) участвует в Международном фестивале музыкальных спектаклей в Стамбуле.
В июне 1994 года театр выезжает на Международный фестиваль «Лето в Варне» в Болгарию. В этом же году осуществляется первая совместная русско-немецкая постановка по сказке братьев Гримм «Сокровище заколдованного замка».
В сентябре 1994 года на Международном фестивале «Корчак жив» в Польше Омский театр показывает спектакль «Анкета для родителей» на польском языке.
В сентябре 1995 года осуществляется первая русско-голландская постановка (спектакль «Кас, Карс и Казимир»).
С октября по ноябрь проходит II Всероссийская лаборатория драматургов и режиссёров.
В 1996 году на сцене театра осуществляется первая русско-французская постановка. В спектакле «Цилиндр» одну из главных ролей исполнил французский актёр Ален Сеско-Резье.
На базе Театра для детей и молодёжи открывается экспериментальный курс по специальности «Режиссёр театрального коллектива, актёр» совместно с Омским колледжем культуры. Большинство выпускников курса В. Рубанова остались в ТЮЗе.
В октябре 1996 года проводится XII Всемирный конгресс АССИТЕЖ, в котором принимает участие Омский ТЮЗ.

### Театр в конце XX — начале XXI вв.
В 1998 году В. Рубанов покидает театр и уезжает в Екатеринбург. Вместе с ним в новый театр перебирается часть актёров (Е. Смаженко, И. Калинина).
Продолжительное время Омский ТЮЗ работает без главного режиссёра.
Театр продолжает новаторские традиции прошлых лет. Осенью 2000 года был проведён I Фестиваль «Осенние встречи в ТЮЗе», который впоследствии стал традиционным. Первым спектаклем фестиваля стала постановка «Орфей и Эвридика». Ежегодно в мае стали проводиться мини-фестивали «ТЮЗ — детям села» для школьников из районов Омской области. В эти дни театр посещают до трёх тысяч сельских детей.
В 2003 году в ТЮЗе ставит свой первый спектакль («Незнакомка» по киносценарию Ю. Клепикова) режиссёр Владимир Ветрогонов. Практически сразу его приглашают на должность главного режиссёра.
ТЮЗ принимает участие в различных театральных фестивалях России. Так, труппа Омского театра для детей и молодёжи выезжала в Санкт-Петербург на Международный фестиваль театров для детей «Радуга», в Магнитогорск на фестиваль «Театр без границ», неоднократно участвовала в фестивале «Сибирский транзит».
С 8 по 11 ноября 2006 года на X Международном фестивале камерных спектаклей по произведениям Ф. Достоевского в городе Старая Русса Омский ТЮЗ представлял премьеру «Пассаж в пассаже».
В октябре 2007 года Омский ТЮЗ был награждён премией Правительства РФ им. Ф. Волкова за вклад в развитие театрального искусства. Награждение состоялось на Всероссийском театральном фестивале в Ярославле, где театр представлял спектакль «Две стрелы» по пьесе А. Володина, которая в 1984 году была поставлена на омской сцене впервые в России.
28 июня 2008 года состоялась премьера уникального в своём роде спектакля по сказкам К. Чапека. На его постановку был получен грант губернатора Омской области. Главными требованиями гранта были социальная значимость проекта и его непременная эксклюзивность. Поскольку до сих пор в мире ставились только пьесы Чапека, постановка спектакля по его сказкам была действительно новаторской. Кроме того, Омский регион тесно сотрудничает с Чехией, и спектакль стал дополнительной возможностью укрепить деловые связи с помощью культурного взаимодействия.
К открытию 72-го сезона была проведена третья редакция спектакля «Вор», который идёт в театре более 16 лет. Новыми исполнителями главных ролей стали А. Гнеушев и К. Ефремова.
В мае 2010 года театр покидает главный режиссёр В. Ветрогонов.
7 июня 2017 года Министерство культуры Омской области сообщило о том, что новым художественным руководителем театра назначен Михаил Николаевич Мальцев, который в должности директора сменил прежнего главу театра Владимира Золотаря.
С февраля 2021 года здание театра закрыто на капитальный ремонт. Спектакли проходят на сценах Дома Актёра им. народного артиста РСФСР Н. Д. Чонишвили (ул. Ленина, 45) и Дворца искусств имени А.М. Малунцева (пр. Мира, 58).

## Труппа театра
На сцене Омского театра для детей и молодёжи за его историю сыграло свои лучшие роли много блистательных актёров. Вот список только некоторых из них, оставивших наиболее заметный вклад в продвижение ТЮЗа (выделены фамилии актёров, которых уже нет в живых):
- Вацлав Дворжецкий
- Владислав Дворжецкий
- Александр Розенберг
- Леонид Измоденов
- Капитолина Барковская
- Геннадий Рыбин
- Алексей Сурин
- Зинаида Костикова
- Юрий Трошкеев
- Тамара Анохина
- Таисия Найдёнова (продолжительное время работала заместителем директора, затем актрисой Омского драмтеатра)[12]
- Людмила Вельяминова (годы работы в театре: 1976 — 1984)
- Екатерина Вельяминова
- Валентина Киселёва
- Владимир Остапов
- Геннадий Жильцов
- Татьяна Казакова
- Людмила Лавринович
- Сергей Оленберг
- Владимир Башкин
- Людмила Ковальчук
- Владимир Витько
- Александра Корнева
- Юрий Зырянов
- Алексей Пичугин
- Василий Зотке
- Александр Трапезников
- Сергей Котов[13]
- Александр Сидоров
- Андрей Захаренко
- Альбина Захаренко
- Александр Гончарук
- Ирина Калинина
- Василий Коптяков
- Виктор Колодко[14]
- Виктор Малкин
- Лариса Орлова
- Дмитрий Язов
- Евгения Смаженко
- Александр Устюгов
- Татьяна Черепанова
- Руслан Шапорин
- Ксения Пономарёва (Кастор)
- Сергей Фомочкин
- Валерий Кузьменко (годы работы в театре: 2004 — 2011)
- Анна Гордовская [15]
- Евгений Буханов [16] (годы работы в театре: 1995 — 2015)
- Сергей Зубенко[17]

## Репертуар
В данном списке представлены постановки 1992 — 2010 гг. Возможны неточности из-за противоречивых данных (основные источники информации: , , а также независимые интернет-источники).
1992
- «Золушка» (Е. Шварц) — реж. В. Рубанов
- «Вор» (Э. де Филиппо) — реж. А. Горбатый
- «Эти свободные бабочки» (Л. Герш) — реж. Д. Астрахан
- «Павлиний хвост» (А. Сидоров) — реж. А. Сидоров
- «Сердце» (Я. Трапман) — реж. В. Рубанов
- «Доходное место» (А. Островский) — реж. В. Рубанов

1993
- «Синяя Борода» (М. Бартенев) — реж. И. Макаров
- «Бременские музыканты» (Ю. Энтин, В. Ливанов) — реж. В. Рубанов
- «Кто самый сильный» (Э. Эртенер) — реж. Ф. Эртенер
- «Горящий светильник» (по произведениям О. Генри) — реж. В. Рубанов

1994
- «Принцесса Пирлипат» (Э. Т. А. Гофман) — реж. А. Горбатый
- «Сокровище заколдованного замка» (по сказкам братьев Гримм) — реж. Ю. Шуберт

1995
- «Алёша» (В. Чижов, Г. Чухрай) — реж. В. Рубанов
- «Братец Кролик и К.» (И. и Я. Златопольские) — реж. Григорьянц
- «Любимец публики» (С. Поляков) — реж. В. Рубанов

1996
- «Принц и нищий» (по произведению М. Твена) — реж. И. Макаров
- «Цилиндр» (Э. де Филиппо, И. Макаров) — реж. В. Рубанов
- «Урфин» (С. Долгушин) — реж. В. Рубанов

1997
- «Утиная охота» (А. Вампилов) — реж. В. Рубанов
- «Белоснежка и семь гномов» (Л. Устинов, О. Табаков) — реж. А. Шевчук

1999
- «Зайка-Зазнайка» (С. Михалков) — реж. А. Гончарук
- «Сусля» (?) — реж. В. Рубанов
- «Мальчик-с-Пальчик и его родители» (М. Бартенев) — реж. С. Розов (?)
- «Винни-Пух и все-все-все…» (А. А. Милн) — реж. С. Якубенко
- «Муха-Цокотуха» (К. Чуковский, Л. Минкус) — реж. Б. Кричмар
- «Персидская сирень» (Н. Коляда) — реж. В. Колодко

2000
- «Горя бояться — счастья не видать» (С. Маршак) — реж. Л. Артёмова
- «Семья вурдалака» (В. Сигарев) — реж. В. Колодко
- «Не всё коту масленица» (А. Островский) — реж. А. Слюсаренко
- «Орфей и Эвридика» (Ж. Ануй) — реж. Б. Гуревич
- «Вечерний плен» (А. Файко) — реж. А. Слюсаренко
- «Люди, звери и бананы» (А. Соколова) — реж. Д. Язов

2001
- «Царевна-Лягушка» (Г. Соколова) — реж. А. Гончарук
- «Хитроумная влюблённая» (Л. Де Вега) — реж. Б. Гуревич
- «Любовь к трём апельсинам» (К. Гоцци) — реж. Ю. Фридман

2002
- «Волшебные кольца Альманзора» (Т. Габбе) — реж. Л. Артёмова
- «Пиковый валет» (В. Акунин) — реж. В. Ветрогонов
- «Незнакомка» (Ю. Клепиков, Е. Гремина) — реж. В. Ветрогонов
- «Кьоджинские перепалки» (К. Гольдони) — реж. Б. Гуревич
- «Праздничный сон — до обеда» (А. Островский) — реж. В. Ветрогонов

2003
- «Вкус меда» (Ш. Дилени) — реж. М. Каневский
- «Чума на оба ваших дома» (Г. Горин) — реж. В. Ветрогонов
- «Маугли» (Э. Пашнев) — реж. Л. Артёмова
- «Новогодний вальс» (М. Бартенев) — реж. А. Гончарук

2004
- «Зверь» (М. Гиндин, В. Синакевич) — реж. В. Ветрогонов
- «Кот и повар» (по басням И. Крылова) — реж. В. Фильштинский
- «Анданте» (Л. Петрушевская) — реж. А. Каневский

2005
- «Как важно быть серьёзным» (О. Уайльд) — реж. Л. Артёмова
- «Снежная королева» (Х. К. Андерсен) — реж. Л. Артёмова
- «Все мыши любят сыр» (Д. Урбан) — реж. В. Ветрогонов
- «Летняя поездка к морю» (по киносценарию Ю. Клепикова) — реж. В. Ветрогонов
- «Венецианка» (автор неизвестен XVI в.) — реж. Ю. Васильков
- «Африканское путешествие доктора Айболита» (В. Коростылёв) — реж. А. Полухина

2006
- «Три мушкетёра, или Подвески королевы» (А. Дюма) — реж. А. Андреев
- «Страна Андерсена» (Х. К. Андерсен, Ю. Дунский, В. Фрид) — реж. В. Ветрогонов
- «Пассаж в пассаже» (Ф. Достоевский) — реж. В. Ветрогонов
- «Не надо биться об заклад» (А. де Мюссе) — реж. Л. Артёмова

2007
- «Две стрелы» (А. Володин) — реж. Л. Артёмова
- «Эти свободные бабочки» (Л. Герш) — реж. С. Тимофеев
- «Приключения Буратино» (А. Толстой) — реж. Б. Цейтлин

2008
- «Сказки почтальонов и разбойников» (К. Чапек) — реж. В. Ветрогонов
- «Путешествие профессора Тарантоги» (С. Лем) — реж. Л. Артёмова
- «Кукольный дом» (Г. Ибсен) — реж. Л. Артёмова
- «Мещанин во дворянстве» (Ж.-Б. Мольер) — реж. В. Ветрогонов

2009
- «Самоубийца» (Н. Эрдман) — реж. В. Ветрогонов
- «Женитьба» (Н. Гоголь) — реж. В. Ветрогонов

2010
- «Про слона Хортона» (В. Жук, Л. Орлянская, С. Долгушин) — реж. В. Ветрогонов

## Гастроли и фестивали
Первыми гастролями театра можно считать вынужденные выездные спектакли в районы Омской области во время Великой Отечественной войны. За пределы области Омский ТЮЗ впервые выехал в 1954 году, в город Анжеро-Судженск. В 1993 году состоялись первые зарубежные гастроли театра (участие в Международном фестивале в Турции)., 
Ниже представлен список гастрольных и фестивальных поездок Омского театра для детей и молодёжи за всю историю существования в порядке обратной хронологии.
- 2008 год, сентябрь — VIII Международный фестиваль-лаборатория театров для детей «Золотая репка», Самара, со спектаклем «Сказки почтальонов и разбойников» К. Чапека, реж. В. Ветрогонов.
- 2008 год, апрель — V Всероссийский фестиваль театрального искусства для детей «Арлекин», Санкт-Петербург, со спектаклем «Страна Андерсена» Ю. Дунского, В. Фрида, реж. В. Ветрогонов.
- 2007 год — VIII Международный Волковский фестиваль, Ярославль, со спектаклем «Две стрелы» А. Володина, реж. Л. Артёмова.
- 2006 год — Х Международный фестиваль камерных спектаклей по произведениям Ф. Достоевского, Старая Русса, со спектаклем «Пассаж в пассаже» Ф. М. Достоевского, реж. В. Ветрогонов.
- 2006 год — Театральный фестиваль «Золотой конёк», Тюмень, со спектаклем «Венецианка» неизвестного автора XVI в., реж. Ю. Васильков.
- 2004 год — V Международный фестиваль театров для детей и молодёжи «Радуга», Санкт-Петербург, со спектаклем «Пиковый валет» Б. Акунина, реж. В. Ветрогонов.
- 2003 год — Театральный фестиваль «Театр без границ», Магнитогорск, со спектаклем «Праздничный сон — до обеда» А. Н. Островского, реж. В. Ветрогонов.
- 2002 год — III Международный фестиваль театров для детей и молодёжи «Радуга», Санкт-Петербург, со спектаклем «Незнакомка» Ю. Клепикова в постановке В. Ветрогонова.
- 2000 год — Всероссийский фестиваль «Театр детства и юношества — XXI век», Воронеж, со спектаклем «Винни-Пух и все, все, все…» А. Милна, реж. С. Якубенко.
- 1999 год — V фестиваль театров для детей и молодёжи «Реальный театр», Екатеринбург, со спектаклем «Золушки» А. Вигано, реж. В. Рубанов.
- 1997 год — IV Всероссийский фестиваль театров для детей и молодежи, Екатеринбург, со спектаклем «Утиная охота» А. Вампилова, реж. В. Рубанов.
- 1995 год, ноябрь — Гастроли в Москве со спектаклями «Горящий светильник» по произведениям О. Генри и «Бременские музыканты» Ю. Энтина и В. Ливанова, реж. В. Рубанов.
- 1994 год, сентябрь — Международный фестиваль «Корчак жив», Варшава (Польша), со спектаклем «Анкета для родителей» М. Арбатовой, реж. А. Уткин (на польском языке).
- 1994 год, июнь — Международный фестиваль «Лето в Варне», Варна (Болгария), со спектаклями «Горящий светильник» по произведениям О. Генри и «Сердце» М. Трапмана, реж. В. Рубанов.
- 1993 год, май — Международный фестиваль музыкальных спектаклей, Стамбул (Турция), со спектаклем «Конёк-Горбунок» П. Ершова, реж. И. Макаров.
- 1993 год, апрель — Гастроли в Москве со спектаклем «Сердце» М. Трапмана, реж. В. Рубанов.
- 1992 год, сентябрь — II Всероссийский фестиваль театров для детей и юношества Урала, Сибири и Дальнего Востока, Екатеринбург, со спектаклями «Вор» Э. де Филиппо, реж. А. Горбатый и «Вишневый сад» А. Чехова, реж. В. Рубанов.
- 1991 год, декабрь — Всероссийский фестиваль спектаклей для детей «Аленький цветочек», Оренбург, со спектаклем «Конёк-Горбунок» П. Ершова, реж. И. Макаров.
- 1991 год — Гастроли в Новосибирске.
- 1990 год, апрель — I Фестиваль для детей и юношества Урала, Сибири и Дальнего Востока, Свердловск, со спектаклями «Конёк-Горбунок» П. Ершова, реж. И. Макаров, «Удалой молодец — гордость Запада» Д. Синга, реж. Д. Астрахан и «Укрощение строптивой» У. Шекспира, реж. В. Рубанов.
- 1990 год — Гастроли в городе Фрунзе.
- 1990 год — Гастроли в городе Алма-Ата.
- 1989 год — Гастроли в Днепропетровске.
- 1988 год — Гастроли в Ташкенте.
- 1988 год — Гастроли в Павлодаре.
- 1987 год — Гастроли в Петропавловске.
- 1987 год — Гастроли в Ростове-на-Дону.
- 1986 год — Гастроли в Петропавловске.
- 1985 год — Гастроли во Владивостоке.
- 1984 год — Гастроли в Новокузнецке.
- 1984 год — Гастроли в Полтаве.
- 1984 год — Гастроли в Кременчуге.
- 1983 год — Гастроли в Уфе.
- 1982 год — Гастроли в Тюмени.
- 1982 год — Гастроли в Сургуте.
- 1982 год — Гастроли в Нижневартовске.
- 1981 год — Гастроли в Караганде.
- 1980 год — Гастроли в городе Фрунзе.
- 1979 год — Гастроли в Петропавловске.
- 1978 год — Гастроли в Минеральных водах.
- 1977 год — Гастроли в Томске.
- 1976 год — Гастроли в Кемерово.
- 1975 год — Гастроли в Новокузнецке.
- 1974 год — Гастроли в Иркутске.
- 1972 год — Гастроли в Норильске.
- 1972 год — Гастроли в Темиртау.
- 1971 год — Гастроли в Кемерово.
- 1971 год — Гастроли в Темиртау.
- 1969 год — Гастроли в Киеве.
- 1967 год — Гастроли в Москве.
- 1967 год — Гастроли по приморским городам: Ялта, Феодосия, Евпатория.
- 1966 год — Гастроли в Днепропетровске.
- 1965 год — Гастроли в Магнитогорске.
- 1963 год — Гастроли в Уфе.
- 1959 год — Гастроли в Челябинске.
- 1954 год — Гастроли в Анжеро-Судженске.

## Интересные факты
- На месте нынешнего здания ТЮЗа находился католический костел (построен в 1862 г. по проекту Г. С. Вершинина; закрыт в 1932 году). К зданию примыкал Казачий сад (позднее — Городской сад). Рядом находилась танцплощадка и летняя эстрада, на которой выступали артисты Омской филармонии. Сад был огорожен, а вход на территорию платным (часть изгороди вдоль улицы Ленина сохранилась до сих пор). Официально сад был упразднён 1 февраля 1977 года. После реконструкции он стал называться Театральным сквером;[21]
- Начиная с 2000 года в ТЮЗе ежегодно выпускался собственный альманах «ТеатралЪ», в котором публикуются рецензии на спектакли театра, написанные юными зрителями;
- Напротив Омского театра для детей и молодёжи летом 2000 года была установлена скульптура А. Н. Капралова «Дон-Кихот». Композиция стала подарком скульптора омичам ко Дню города и со временем приобрела статус одной из достопримечательностей города.[22], [23]
- Актёр Валерий Кузьменко умер во время премьерного новогоднего спектакля, но представление доиграли до конца (на сцену вышел дублёр).[24]